# Reality Check (Juvenile)
Reality Check è l'album del rapper Juvenile uscito negli States il 7 marzo 2006 e seguente la pubblicazione dell'ultimo Greatest Hits.

## Il disco
È risultato vendere sulle 176000 copie durante la sola prima settimana di debutto ed è stato dichiarato disco d oro.
I featuring più importanti sono quelli di 8Ball, Paul Wall, Mike Jones, Trey Songz, Ludacris, Fat Joe, Bun B e dei due nuovi artisti della UTP Wacko e Skip. Tra le produzioni spiccano quelle di Cool & Dre, Scott Storch, Mannie Fresh, Lil' Jon e Sinista.

## Singoli estratti
I singoli estratti dall album sono tre:
- Il primo è Rodeo, prodotto da Cool & Dre. Ha raggiunto la quarantunesima posizione nella chart americana HOT 100;
- il secondo è Get Ya Hustle On;
- il terzo è Way I Be Leanin', realizzato assieme a Mike Jones, Paul Wall, Wacko e Skip.

## Tracce
1. Intro
2. Get Ya Hustle On
3. Around The way
4. Sets Go Up (feat. Wacko)
5. Rodeo
6. What's Happenin'
7. Loose Booty (feat. 8 Ball & Skip)
8. Way I Be Leanin' (feat. Mike Jones, Paul Wall, Wacko & Skip)
9. Break A Brick Down
10. Who's Ya Daddy
11. I Know You Know (feat. Trey Songz)
12. Keep Talkin' (feat. Skip & Redd Eyezz)
13. Rock Like That (feat. Bun B)
14. Why Not (feat. Skip)
15. Animal
16. Addicted (feat. Brian McKnight)
17. Holla Back
18. Pop U (feat. Fat Joe & Ludacris)
19. Say It To Me Now (feat. Kango Of Partners-N-Crime)